# Austrian Biologist Association
Die Austrian Biologist Association (ABA) mit Sitz in Obermallebarn, Niederösterreich ist ein österreichweit agierender Verein, der sich unter anderem mit Wissenschaftskommunikation und der Vernetzung von Biologen oder verwandter, spezialisierter Fachrichtungen beschäftigt und rund 400 Mitglieder zählt. Die Kommunikation nach außen erfolgt vorrangig über das Online-Magazin bioskop sowie durch regelmäßig erscheinende Newsletters. Die ABA ist außerdem der einzige Repräsentant der österreichischen Biologen innerhalb der European Countries Biologists Association (ECBA) und Mitglied im Umweltdachverband. Die seit 2020 amtierende Präsidentin ist die Biologin Barbara Oberfichtner.

## Geschichte

### Vereinigung österreichischer Biologielehrer
Die Idee zur Gründung eines unabhängigen Biologenvereins wurde 1994 von Biologielehrern in die Tat umgesetzt. Beispielgebend waren hierfür entsprechende Vereinigungen der Chemie- und Geographielehrer Österreichs. Die anfänglichen Ziele waren es, die Situation des Faches Biologie an den AHS zu verbessern. Der Biologieunterricht war nicht durchgehend („7.Klassler-Loch“) und gegenüber den anderen naturwissenschaftlichen Fächern war Biologie bei den Eröffnungszahlen für Übungen schlechter gestellt. Zur intensiveren Vernetzung untereinander wurde ein Mitteilungsblatt „VÖBL“ geschaffen, das 1995 das erste Mal erschien.
Der Bekanntheitsgrad des Vereines wuchs rasch, so dass bereits 1997 auch für die anderen Schularten Sektionen geschaffen wurden. Die Zeitschrift wurde aufgewertet und bekam den Namen „bioskop“ sowie eine ISSN. Das bioskop erschien bis 2011 gedruckt. 1999 wurde der Beitritt zur European Countries Biologists Association (ECBA) beschlossen. Gäste der ECBA aus Deutschland und Frankreich nahmen an der Versammlung teil.

### ABA
2001 wurde ein neuer Vorstand gewählt, der nicht nur aus Biologielehrern bestand. 2002 wird die Änderung der Namensbezeichnung beschlossen. Aus der „VÖBL“ wurde die „ABA“ (Austrian Biologist Association). Damit einhergehend wurde auch ein neues Leitbild vorgestellt. Neben der Zeitschrift wurden nun auch Tagungen und Exkursionen organisiert. Mit anderen Umweltvereinen war die Austrian Biologist Association im Umweltdachverband vernetzt. Es folgten auch Kooperationen mit „dialog gentechnik“, dem Christian Doppler-Institut in Salzburg und die Feier des Darwin-Jahres gemeinsam mit dem VdBiol, dem Verband deutscher Biologen (heute VBIO).
2010 übernahm ein junges, universitäres Team die Führung des Vereins. Die Vernetzung über das Internet und zu anderen Vereinen wurde ausgebaut und Kontakte über die Alumni zu den Universitäten wurden geknüpft. Im Zuge dieser Änderungen entstand der Newsletter sowie die Umstellung des bioskops von einem Print- auf ein Onlinemedium. Neue Beiräte wurden gewonnen und ein regelmäßiger Stammtisch eingeführt und es wurden Regionalgruppen in Westösterreich und der Steiermark gegründet. 2016 erweiterte die ABA ihr regionales Angebot und schuf weitere Regionalgruppen in Wien und Salzburg.

## Inhaltliche Schwerpunkte
Zu den inhaltlichen Schwerpunkten der Austrian Biologist Association gehören:
- Öffentlichkeits- und Bildungsarbeit
- Berufsinformation rund um das Thema Biologie
- Vernetzung von Biologen, Biologielehrern und in fachverwandten Bereichen Tätigen
- Förderung von Initiativen im Natur- und Umweltschutz
- Förderung von Aktivitäten zur Förderung von Gesundheit und Wohlergehen auf sozialer und ökologischer Ebene
- Vertretung Österreichs innerhalb der European Countries Biologists Association (ECBA)
- Schaffung einer Standesvertretung der biologischen Berufe auf nationaler Ebene

## bioskop
Früher noch als Printversion verfügbar, ist das bioskop seit 2011 ein Online-Magazin in Blogform, das sich inhaltlich mit Themen wie Wissenschaft, Natur- und Umweltschutz, aber auch Biologie im Beruf beschäftigt. Eine beliebte Interviewreihe stellen hierbei die „10 Fragen an berufstätige Biologen“ dar, die Bilder des Berufsalltags von Biologen verschiedener Fachrichtungen und Tätigkeitsfelder skizzieren sollen.
Seit 2015 ist die Anthropologin Barbara Oberfichtner die Chefredakteurin des bioskop.

## Mitglieder
Die Mitglieder der Austrian Biologist Association setzen sich aus Biologen, Personen, die in fachverwandten Bereichen tätig sind, Biologielehrern sowie Studenten der Biologie und fachverwandter Richtungen zusammen.
Die ABA hat Regionalgruppen in
- der Steiermark mit Sitz in Graz
- Wien und Niederösterreich mit Sitz in Wien
- Salzburg mit Sitz in der Stadt Salzburg und
- Westösterreich mit Sitz in Innsbruck[6].